# Марія Мальцовська
Марія Параска (у шлюбі — Мальцовська, русин. Марія Мальцовска; нар. 5 травня 1951, с. Руський Потік, Снинський район, Пряшівський край, Чехословаччина — пом. 25 вересня 2010, Пряшів, Словаччина) — українська і русинська письменниця, публіцистка, журналістка, редакторка.

## Життєпис
Після навчання в середній школі-інтернаті в Гуменному Параскова вступила на філософський факультет Університету Павла Йосифа Шафарика в Пряшеві, який закінчила в 1975 році. Пройшла наукове стажування в Літературно-науковому інституті Словацької академії наук у Братиславі.
Потім працювала редакторкою української преси в газетах і журналах Словаччини — «Дукля», тижневику «Нове життя», «та Дружно вперед».
Після 1989 року — одна з перших редакторів оновленої русинської преси. У 1991 році почала працювати в редакції журналу «Русин» — єдиного в світі наукового видання з історії корінного населення Карпатської Русі — русинів, і газети «Народна новинки», де працювала до своєї кончини.
З 2008 року Марія Мальцовська викладала курс русинської літератури з давніх часів ді о сучасності в Інституті русинської мови та культури при Пряшівському університеті.
Член Спілки русинських письменників Словаччини.
Марія Мальцовска була похована в рідному селі Руський Потік.

## Творчість
Марія Мальцовска — авторка ряду повістей, оповідань та п'єс русинською мовою. Займалася літературною обробкою та була упорядницею поетичної збірки багатьох русинських поетів і письменників. Перші дві художні книги написала українською мовою, а потім почала писати рідною мовою пращурів — русинською.

## Вибрана бібліографія
- Юльчіна майна (1989),
- Поточіна (1991),
- Манна і оскомина (1994),
- Приповідкова лучка (книга казок для дітей, 1995),
- Під русиньскым небом (1998),
- Русиньскы арабескы (2002),
- Зелена фатаморґана: Новела (Ужгород, 2007),
- Єдна встріча (2007) та інші,
- Сто вызначных Русинів очіма сучасників (у 2-х томах, 2007, 2009).

## Нагороди і премії
- Марія Мальцовска — перша письменниця Словаччини, яка стала в 1999 році лауреаткою престижної премії імені Олександра Духновича, яку за досягнення в розвитку русинської літератури з 1997 року вручає Карпато-русинський дослідний центр в Гласспорті (США).

- За книгу «Русиньскы арабескы» Марія Мальцовска нагороджена премією Словацького літературного фонду в Братиславі.